# Stahlkammer Zürich
Stahlkammer Zürich ist eine Detektivserie, die von der Bavaria Film im Auftrag des WDR von 1986 bis 1991 produziert wurde. Gezeigt wurden im Vorabendprogramm der ARD aber nur die 1. und 2. Staffel. 2001 strahlte dann B.TV die 3. Staffel aus.

## Handlung
Wenn die Miete für ein Schließfach in der Helvetia-Bank Zürich eine Weile lang nicht mehr gezahlt wird und der Eigentümer nicht auf den üblichen Wegen ermittelt werden kann, darf das Fach unter den Augen von Bankdirektor Dr. Peter Jenny, Prokurist Norbert Kumeron und Direktionssekretärin Regula Eggli geöffnet werden.
An dieser Stelle beginnt die Arbeit von Rechercheur Yves Klein, der anhand der oft überraschenden Inhalte der Schließfächer versucht, die Eigentümer oder Erben zu ermitteln. Dafür reist er um die ganze Welt – u. a. Ungarn, Italien, die Vereinigten Staaten, Brasilien, Marokko, Spanien, Frankreich, Venezuela, Türkei, die Niederlande und Jugoslawien –, erlebt brenzlige Situationen und nimmt Anteil an persönlichen Schicksalen. Nicht immer fällt ihm die Arbeit, bei der er es u. a. mit Korruption, Spionage und Menschenschmuggel zu tun bekommt, leicht. Und so würde er dem einen oder anderen seiner „Klienten“ lieber die Polizei auf den Hals hetzen.
Später erhält Klein neue Aufgaben. Sein Nachfolger wird Roman Berger (2. Staffel), der wiederum von Carlo Stauffer (3. Staffel) abgelöst wird.
| Staffel | Episode | Titel                                  | Premiere   |
| ------- | ------- | -------------------------------------- | ---------- |
| 1       | 1       | Tabun und grüne Steine                 | 09.07.1987 |
| 1       | 2       | Falsche Töne                           | 16.07.1987 |
| 1       | 3       | Ein schlechtes Gewissen von 1000 Karat | 23.07.1987 |
| 1       | 4       | Annunziata                             | 30.07.1987 |
| 1       | 5       | Die Spieluhr                           | 06.08.1987 |
| 1       | 6       | Computertricks auf italienisch         | 13.08.1987 |
| 1       | 7       | Dame mit Landschaft                    | 20.08.1987 |
| 1       | 8       | Kein Ende in Casablanca                | 27.08.1987 |
| 1       | 9       | Ein zu hoher Einsatz                   | 10.09.1987 |
| 1       | 10      | Der Nibelungenhort                     | 17.09.1987 |
| 1       | 11      | Die Teppichhändlerin                   | 24.09.1987 |
| 1       | 12      | La Magnifica                           | 01.10.1987 |
| 1       | 13      | Der Küster von Monk Galdano            | 08.10.1987 |
| 1       | 14      | Post aus Messina                       | 15.10.1987 |
| 1       | 15      | Der Fall Lancione                      | 22.10.1987 |
| 1       | 16      | Wo ist Morino?                         | 29.10.1987 |
| 1       | 17      | Hong Kong – China und zurück           | 05.11.1987 |
| 1       | 18      | Irrtum mit Folgen                      | 12.11.1987 |
| 2       | 19      | Die blaue Dame                         | Juli 1989  |
| 2       | 20      | Ein Kloster am Rande des Dschungels    |            |
| 2       | 21      | Matrosenliebe                          |            |
| 2       | 22      | Tote erben nicht                       |            |
| 2       | 23      | Flucht nach Toronto                    |            |
| 2       | 24      | Ein zauberhaftes Erbe                  |            |
| 2       | 25      | Caracas pauschal                       |            |
| 2       | 26      | Der falsche Bruder                     |            |
| 2       | 27      | Alter Burgunder                        |            |
| 2       | 28      | Das Herz des Boxers                    |            |
| 2       | 29      | Das Alibi                              |            |
| 2       | 30      | Kopf oder Zahl                         | Sep. 1989  |
| 3       | 31      | Der verschollene Sohn                  | Jan. 2001  |
| 3       | 32      | Blues in New Orleans                   |            |
| 3       | 33      | Schätze der Adria                      |            |
| 3       | 34      | Heiße Ware                             |            |
| 3       | 35      | Zwei Frauen in Texas                   |            |
| 3       | 36      | Ein falsches Bild                      | Feb. 2001  |